# Faro (kerület)
Faro kerület (portugálul Distrito de Faro) Portugália déli részén, a történelmi Algarve tartományban helyezkedik el. Északról Beja kerület, keletről Andalúzia (Spanyolország), délről és nyugatról pedig az Atlanti-óceán határolja. Területe 4 960 km², amellyel a 10. legnagyobb területű kerület Portugálián belül. Népessége 458 734 fő. Nevét a kerület központjáról, Faro városáról kapta. 

## Községek
Faro kerületben 16 község (município) van, melyek a következők:

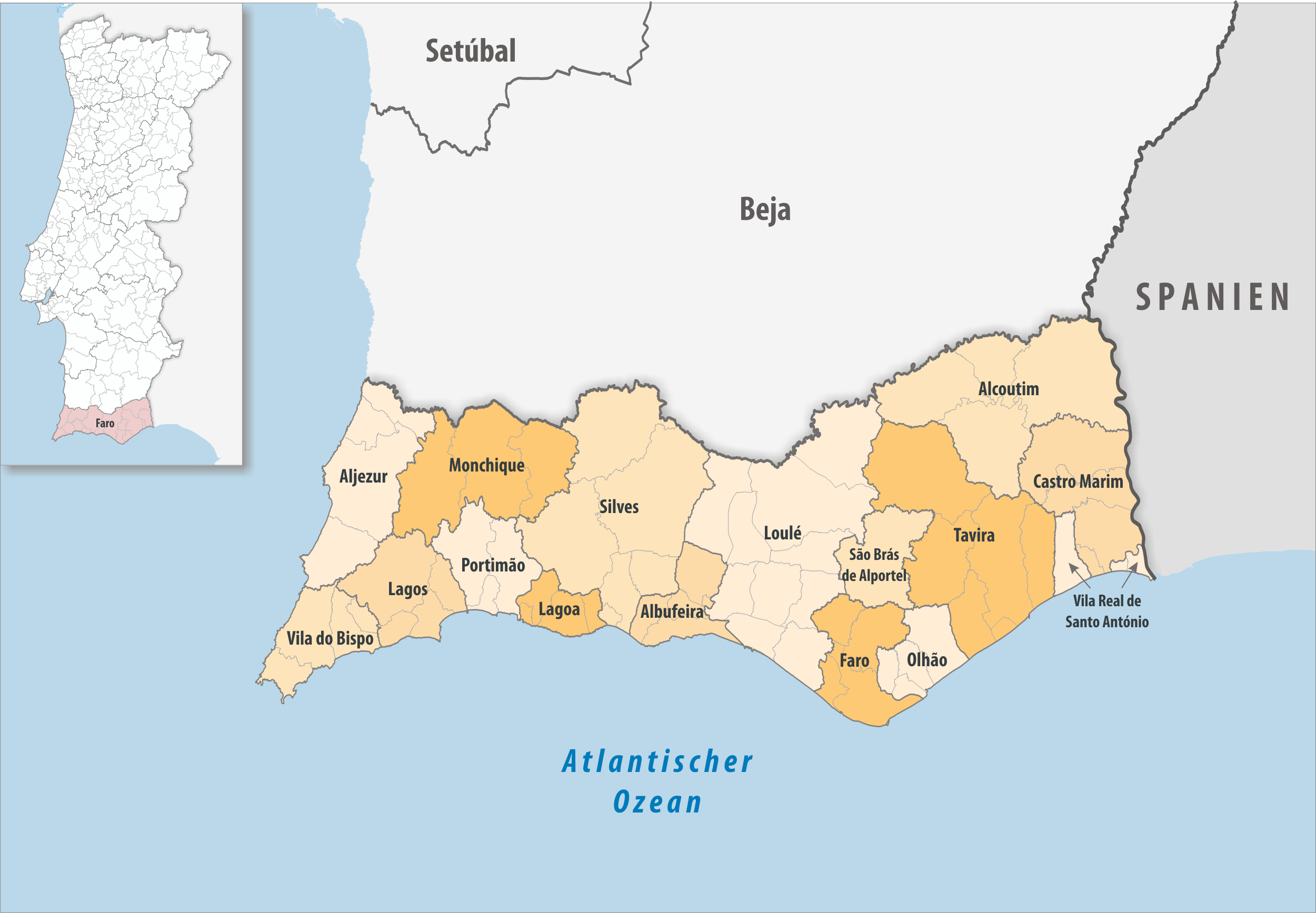
Faro kerület községei

- Albufeira
- Alcoutim
- Aljezur
- Castro Marim
- Faro
- Lagoa
- Lagos
- Loulé
- Monchique
- Olhão
- Portimão
- São Brás de Alportel
- Silves
- Tavira
- Vila do Bispo
- Vila Real de Santo António

## Fordítás
Ez a szócikk részben vagy egészben  a    Distrito de Faro című portugál Wikipédia-szócikk ezen változatának fordításán alapul.  Az eredeti cikk szerkesztőit annak laptörténete sorolja fel. Ez a jelzés csupán a megfogalmazás eredetét és a szerzői jogokat jelzi, nem szolgál a cikkben szereplő információk forrásmegjelöléseként.

## Külső hivatkozások
- Hivatalos honlap Archiválva 2017. május 21-i dátummal a Wayback Machine-ben (portugálul)